# ATC G04 – Urológiai készítmények
Az ATC G04 – Urológiai készítmények a gyógyszerek anatómiai, gyógyászati és kémiai osztályozási rendszerének (ATC) egyik alcsoportja.
| ATC G   | Urogenitális rendszer és nemi hormonok                             |
| ------- | ------------------------------------------------------------------ |
| ATC G01 | Nőgyógyászatban használt fertőzés elleni szerek és antiszeptikumok |
| ATC G02 | Egyéb nőgyógyászati készítmények                                   |
| ATC G03 | Nemi hormonok és a genitális rendszer modulátorai                  |
| ATC G04 | Urológiai készítmények                                             |

## G04B Egyéb urológiai készítmények, beleértve a görcsoldókat

### G04BApH-csökkentők
| G04BA01 | Ammónium-klorid | Ammonium chloride | Ammonii chloridum                                          |
| G04BA03 | Kalcium-klorid  | Calcium chloride  | Calcii chloridum dihydricum, Calcii chloridum hexahydricum |

### G04BD Húgyúti görcsoldók
| G04BD01 | Emepronium   | Emepronium   |                            |
| G04BD02 | Flavoxát     | Flavoxate    |                            |
| G04BD03 | Meladrazin   | Meladrazine  |                            |
| G04BD04 | Oxibutinin   | Oxybutynin   | Oxybutynini hydrochloridum |
| G04BD05 | Terodilin    | Terodiline   |                            |
| G04BD06 | Propiverin   | Propiverine  |                            |
| G04BD07 | Tolterodin   | Tolterodine  |                            |
| G04BD08 | Szolifenacin | Solifenacin  |                            |
| G04BD09 | Trospium     | Trospium     | Trospii chloridum          |
| G04BD10 | Darifenacin  | Darifenacin  |                            |
| G04BD11 | Fezoterodin  | Fesoterodine |                            |
| G04BD12 | Mirabegron   | Mirabegron   |                            |

### G04BE Erektilis diszfunkció kezelésének készítményei
| G04BE01 | Alprosztadil            | Alprostadil             | Alprostadilum              |
| G04BE02 | Papaverin               | Papaverine              | Papaverini hydrochloridum  |
| G04BE03 | Szildenafil             | Sildenafil              |                            |
| G04BE04 | Johimbin                | Yohimbin                | Yohimbini hydrochloridum   |
| G04BE05 | Fentolamin              | Phentolamine            | Phentolamini mesilas       |
| G04BE06 | Moxiszilit              | Moxisylyte              |                            |
| G04BE07 | Apomorfin               | Apomorphine             | Apomorphini hydrochloridum |
| G04BE08 | Tadalafil               | Tadalafil               |                            |
| G04BE09 | Vardenafil              | Vardenafil              |                            |
| G04BE10 | Avanafil                | Avanafil                |                            |
| G04BE11 | Udenafil                | Udenafil                |                            |
| G04BE30 | Kombinációk             |                         |                            |
| G04BE52 | Papaverin kombinációban | Papaverin kombinációban |                            |

### G04BXEgyéb urológiai készítmények
| G04BX01 | Magnézium-hidroxid           | Magnesium hydroxide         | Magnesii hydroxidum   |
| G04BX03 | Acetohidroxámsav             | Acetohydroxamic acid        |                       |
| G04BX06 | Fenazopiridin                | Phenazopyridine             |                       |
| G04BX10 | Szukcinimid                  | Succinimide                 |                       |
| G04BX11 | Kollagén                     | Collagen                    |                       |
| G04BX12 | Fenil-szalicilát             | Phenyl salicylate           |                       |
| G04BX13 | Dimetil-szulfoxid            | Dimethyl sulfoxide          | Dimethylis sulfoxidum |
| G04BX14 | Dapoxetin                    | Dapoxetine                  |                       |
| G04BX15 | Pentozán poliszulfát nátrium | Pentosan polysulfate sodium |                       |

## G04C Benignus prostata hypertrophia kezelésének gyógyszerei

### G04CAAlfa-adrenoreceptor antagonisták
| G04CA01 | Alfuzozin                   | Alfuzosin                   | Alfuzosini hydrochloridum            |
| G04CA02 | Tamszulozin                 | Tamsulosin                  |                                      |
| G04CA03 | Terazozin                   | Terazosin                   | Terazosini hydrochloridum dihydricum |
| G04CA04 | Szilodozin                  | Silodosin                   |                                      |
| G04CA51 | Alfuzozin és finaszterid    | Alfuzozin és finaszterid    |                                      |
| G04CA52 | Tamszulozin és dutaszterid  | Tamszulozin és dutaszterid  |                                      |
| G04CA53 | Tamszulozin és szolifenacin | Tamszulozin és szolifenacin |                                      |

### G04CB Testosteron-5-alfa-reduktáz gátlók
G04CB01 Finaszterid
G04CB02 Dutaszterid

### G04CX Benignus prostata hypertrophia kezelésének egyéb gyógyszerei
G04CX01 Pygeum africanum
G04CX02 Serenoa repens
G04CX03 Mepartricin